# 邁克·弗拉德
邁克爾·約翰·弗拉德（英語：Michael John Flood，1975年2月23日—）是一位美國律師、商人和政治人物，自2022年7月起代表內布拉斯加州第一國會選區聯邦眾議員 ，共和黨籍。

## 外部連結
- House website （页面存档备份，存于）
- Campaign website （页面存档备份，存于）

- 美國國會國家人物傳記大辭典中的傳記
- 由華盛頓郵報維護的投票記錄
- 智慧投票计划中的傳記、投票紀錄及利益集團評級
- 聯邦選舉委員會中的競選財務報告和數據
- C-SPAN內的頁面（英文）